# Tanque de lastro
O Tanque de Lastro é um compartimento que pode ser encontrado na área do centro de massa de navios-cargueiros e cruzeiros, o Tanque de Lastro pode ser aberto ou fechado dependendo da ocasião, o Tanque de Lastro pode ser aberto para a entrada da água do mar e fechado para conter a água do mar, o Tanque de Lastro é muito importante para estabilizar navios pois quando existe uma correnteza, a água do mar que está contida no Tanque de Lastro irá se comporta igualmente à água do mar externa, isso contribui na estabilização do navio.
O Tanque de Lastro também contribui no nível de flutuabilidade, pois o Tanque de Lastro contém água do mar e como a flutuabilidade é proporcional ao nível do mar e a densidade dos dois fluidos, isso faz o nível do navio se equilibrar com o nível do mar, o Tanque de Lastro também pode ajudar à estabilizar e corrigir erros de angulação e afundamento, o Tanque de Lastro também auxilia na distribuição de massa pelo navio.

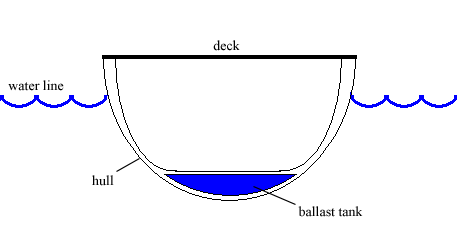
Modelo que mostra como um Tanque de Lastro fica posicionado dentro do casco de navios.